# Amaro Nadal
Carlos Amaro Nadal Antunes (Montevideo, 16 marzo 1958) è un ex calciatore uruguaiano, di ruolo attaccante.

## Carriera

### Club
Ha giocato nella prima divisione uruguaiana, in quella colombiana ed in quella spagnola.

### Nazionale
Ha partecipato ai Mondiali Under-20 del 1977, nei quali ha anche segnato 2 gol.
Tra il 1982 ed il 1985 ha totalizzato complessivamente 19 presenze e 10 reti nella nazionale uruguaiana.

## Palmarès

### Nazionale
- Campionato sudamericano di calcio Under-20: 1

1977